# Giorgio Dal Piaz
Giorgio Dal Piaz (* 29. März 1872 in Feltre; † 20. April 1962 in Padua) war ein italienischer Geologe und Paläontologe.

## Leben
Giorgio Dal Piaz war ursprünglich Apotheker und studierte Naturwissenschaften in Padua  mit dem Laurea-Abschluss 1897 und der Habilitation (Libera docenza) 1902. Danach war er Assistent von Giovanni Omboni in Padua und ab 1908 dessen Nachfolger. Zuvor hatte er einen Wettbewerb um eine Professur in Catania gewonnen. 
Dal Piaz studierte die Tektonik der Alpi Feltrine in den Dolomiten und studierte jurassische Fossilien der Umgebung von Verona, im Trentino und bei Vicenza. Außerdem untersuchte er Säugerfossilien (und solche von Zahnwalen) aus dem Miozän bei Belluno. Er leitete die geologische Landesaufnahme im Bereich des Triveneto. Außerdem befasste er sich mit Hydrogeologie, unter anderem untersuchte er (schon ab Ende der 1920er Jahre) die Eignung des Untergrunds bei der Vajont-Staumauer, die durch ihre Überflutung nach einem Erdrutsch 1963 mit über 2000 Toten traurige Berühmtheit erlangte. Seine Rolle dabei war umstritten.
Von 1914 und 1920 war Dal Piaz der Präsident der italienischen geologischen Gesellschaft. Er war Mitglied der Accademia dei Lincei, der Accademia dei XL, der Accademia delle Scienze di Torino (seit 1918) sowie der Päpstlichen Akademie der Wissenschaften.
1925 unterschrieb Dal Piaz das antifaschistische Manifest von Benedetto Croce.